# Patriarcado de Grado

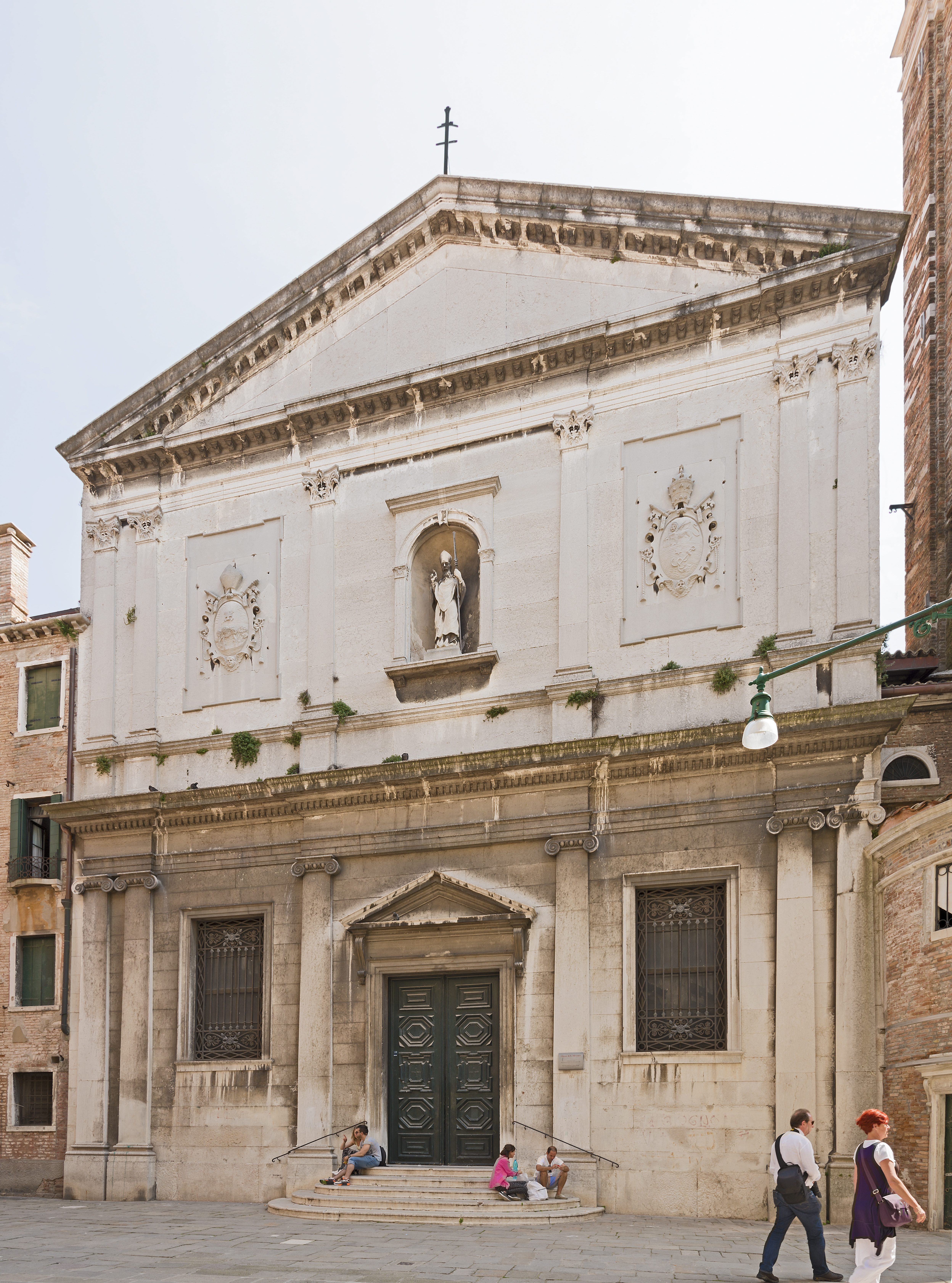
La iglesia de San Silvestre en Venecia.

El patriarcado de Grado (en latín: Patriarchatus Graden(sis)) es una sede episcopal patriarcal suprimida de la Iglesia católica en Italia. Desde 1968 existe la sede arzobispal titular de Grado.

## Historia
En 568 los lombardos habían invadido Friul y se habían apoderado de todo el norte de Italia, arrebatándolo de la dominación bizantina. El Imperio romano de Oriente aún conservaba el dominio de los territorios costeros; incluido Grado, antiguo puerto de Aquilea. Allí Paolino, arzobispo de Aquilea, para escapar de la invasión lombarda, y en contraste con Roma después del cisma de los Tres Capítulos, había trasladado temporalmente la sede episcopal y las reliquias de los santos y fue proclamado patriarca.
En 579 el papa Pelagio II otorgó al patriarca Elías la metrópolis sobre Venecia e Istria. El propio patriarca inició la reconstrucción de la basílica de Santa Eufemia en 580.
En 607, a la muerte del cismático Severo, se alcanzó una duplicación del patriarcado de Aquilea con la elección de un metropolitano en Grado (Candidiano de Rimini, en comunión con la Iglesia de Roma y apoyado por el exarca bizantino Esmaragdo) y de Aquilea (Giovanni, cismático, que se instaló en la fortaleza de Cormòns, apoyado por el duque lombardo de Friul Gisulfo II). Los dos patriarcados (Aquilea y Grado) ya no se reunieron, por razones políticas, ni siquiera después de la resolución del cisma, que tuvo lugar con el Sínodo de Pavía de 698-699.
En 717 el patriarcado gradense de Aquilea se convirtió definitivamente en patriarcado de Grado y en 731 se definió la separación canónica entre las dos diócesis: los obispos de Istria y del Ducado de Venecia se hicieron sufragáneos de Grado.
En 802 el ejército veneciano atacó a Grado para castigar al patriarca por el apoyo ofrecido a los francos y su intento de conquistar el ducado: el prelado fue arrojado desde una torre.
En 827 el Concilio de Mantua intentó sin éxito reunificar los patriarcados de Grado y Aquilea.
A partir de 1105 los patriarcas pasaron a residir definitivamente en la ciudad de Venecia y la iglesia de San Silvestre, como sede en la ciudad, y las parroquias dependientes de ella quedaron bajo su jurisdicción.
En 1180, después de una larga y secular disputa con el patriarca de Aquilea, el patriarca de Grado renunció definitivamente a todos los derechos jurisdiccionales sobre las sedes episcopales de Istria y Venecia Julia.
El 24 de abril de 1198 el papa Inocencio III encargó al patriarca de Aquilea, Pellegrino II, mediar y resolver la disputa entre Ecelo II, el monje de la familia Ezzelini, y el patriarca de Grado después de haber absuelto a Ecelo de la excomunión emitida por este último.
En 1440, por voluntad del papa veneciano Gregorio XII, la suprimida diócesis de Eraclea se incorporó a la propiedad de Grado.
En 1448 la diócesis de Cittanova fue entregada in commendam al patriarca de Grado.
Sin embargo, el 8 de octubre de 1451, con la bula Regis aeterni del papa Nicolás V, la diócesis de Grado fue suprimida y el título patriarcal se transfirió al nuevo patriarcado de Venecia, que consta de los territorios del antiguo patriarcado de Grado y la diócesis de Castello, también fue suprimida con la misma bula.
Desde 1968 Grado se cuenta entre las sedes titulares de la Iglesia católica, con dignidad arzobispal. Desde el 24 de febrero de 2001 el arzobispo titular es Diego Causero, exnuncio apostólico en Suiza y Liechtenstein.

## Episcopologio

### Patriarcas de Aquilea con sede en Grado
- Paolino I † (558/561-569 falleció)
- Probino † (569-circa 570 falleció)
- Elia † (571-586/587 falleció)
- Severo † (586-mayo/noviembre de 606 falleció)[2]
- Candidiano † (606-612 falleció)
- Epifanio † (612-613 falleció)
- Cipriano † (613-627 falleció)
  - Fortunato I † (626/627-628) (cismático)[3]
- Primogenio † (630-circa 648 falleció)
- Massimo II † (mencionado en 649)
- Stefano II † (670-?)
- Agatone † (mencionado en 679)
- Cristoforo † (685-?)

### Patriarcas de Grado
- Donato † (circa 717-724 falleció)
- Antonino † (circa 730-747)
- Emiliano † (747-755)
- Vitaliano † (755-766)
- Giovanni IV † (766-circa 802 falleció)
- Fortunato II † (antes del 23 de marzo de 803[4]-820 depuesto)
- Giovanni V, O.S.B. † (820-825 renunció)
- Venerio Trasmondo † (825-852)
- Vittore I † (852-856)
- Vitale I Partecipazio † (856-?)
- Pietro Marturio † (antes de 875-877)
- Vittore II Partecipazio † (877-?)
- Giorgio † (?)
- Vitale II † (?)
- Domenico I Tribuno † (904-?)
- Domenico II † (919-?)
- Lorenzo Mastalinzi † (?)
- Marino Contarini † (933-?)
- Buono Blancanico † (956-?)
- Vitale Barbolano † (?)
- Vitale Candiano † (963 o 967-circa 1012 o 1018 falleció)
- Orso Orseolo † (1018-circa 1049[5] falleció)
- Domenico Bulzano † (circa 1050 falleció)
- Domenico Marango † (antes del 5 de mayo de 1050-después de julio de 1073 falleció)
- Domenico Cerbani † (circa 1074-1077)
- Giovanni Saponario † (?)
- Pietro Badoer † (1092-1105)
- Giovanni Gradenigo † (1105-1108)
  - Sede vacante (1108-1112)
- Giovanni Gradenigo † (1112-1128 depuesto) (por segunda vez)
- Enrico Dandolo † (antes de junio de 1135-después de enero de 1186/1187 falleció)
- Giovanni Signolo † (circa 1188-1201 falleció)
- Benedetto Falier † (1201-después de marzo de 1207 falleció)
- Angelo Barozzi † (agosto de 1207-junio de 1237 renunció)
- Leonardo Querini † (1238-1244)
- Lorenzo † (1244-1255)
- Jacopo Belligno † (7 de marzo de 1255-7 de junio de 1255)
- Angelo Maltraverso, O.P. † (1255-1272)
- Giovanni da Ancona † (1272-1279)
- Guido † (1279-1289)
- Lorenzo di Parma † (22 de diciembre de 1289-1295 falleció)
- Egidio da Ferrara, O.P. † (11 de mayo de 1296-15 de octubre de 1311 nombrado patriarca titular de Alejandría)
- Angelo da Camerino, O.E.S.A. † (15 de octubre de 1311-1313 falleció)
- Paolo de Pilastris, O.P. † (28 de marzo de 1314-1316 falleció)
- Marco de Vinea † (24 de noviembre de 1316-1318 falleció)
- Domenico † (16 de enero de 1318-1332 )
- Dino di Radicofani † (6 de noviembre de 1332-27 de enero de 1337 nombrado arzobispo de Génova)
- Andrea Dotto † (3 de diciembre de 1337-? falleció)
- Fortanier de Vassal, O.Min. † (20 de mayo de 1351-16 de octubre de 1361 falleció)
- Orso Dolfin † (5 de noviembre de 1361- 1367 falleció)
- Francesco Querini † (22 de diciembre de 1367-30 de junio de 1372 falleció)
- Tommaso da Frignano, O.Min. † (19 de julio de 1372-18 de septiembre de 1378 renunció)[6]
  - Sede vacante (1378-1383)
- Urbano da Frignano † (antes de 1383-1385 falleció)
- Pietro Amely di Brunac, O.E.S.A. † (12 de noviembre de 1387-1400 nombrado patriarca titular de Alejandría)
- Pietro Cocco † (22 de septiembre de 1400-1406 falleció)
- Giovanni Zambotti † (3 de marzo de 1406-1408)
- Francesco Lando † (1408-22 de agosto de 1409 nombrado patriarca de Constantinopla)
- Giovanni Dolfin, O.F.M. † (1409-1427 falleció)
- Biagio Molin † (17 de octubre de 1427-20 de octubre de 1434 nombrado patriarca titular de Jerusalén)
- Marco Condulmer † (28 de febrero de 1438-1444 nombrado patriarca titular de Alejandría)
- Domenico Michiel † (8 de enero de 1445-1451 falleció)

### Arzobispos titulares de Grado
- José Ángel López Ortiz, O.S.A. † (18 de febrero de 1969-4 de marzo de 1992 falleció)
- Crescenzio Sepe (2 de abril de 1992-21 de febrero de 2001 nombrado cardenal diácono de Dios Padre misericordioso)
- Diego Causero, desde el 24 de febrero de 2001